# David B. Culberson

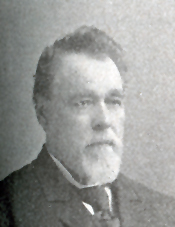
David B. Culberson (1896)

David Browning Culberson (* 29. September 1830 im Troup County, Georgia; † 7. Mai 1900 in Jefferson, Texas) war ein US-amerikanischer Politiker. Zwischen 1875 und 1897 vertrat er den Bundesstaat Texas im US-Repräsentantenhaus.

## Werdegang
David Culberson besuchte die öffentlichen Schulen seiner Heimat in Georgia sowie das Brownwood College in LaGrange. Nach einem anschließenden Jurastudium und seiner 1851 erfolgten Zulassung als Rechtsanwalt begann er in Dadeville (Alabama) in diesem Beruf zu arbeiten. Im Jahr 1856 zog er nach Texas. Ab 1861 war er in Jefferson ansässig, wo er als Anwalt praktizierte. Politisch war Culberson Mitglied der Demokratischen Partei. Im Jahr 1859 saß er als Abgeordneter im Repräsentantenhaus von Texas. Während des Bürgerkrieges diente er im Heer der Konföderation. Dabei stieg er vom einfachen Soldaten bis zum Oberst auf.
Nach seiner Militärzeit setzte David Culberson seine politische Laufbahn fort. 1864 wurde er erneut Abgeordneter im Repräsentantenhaus von Texas. In den Jahren 1874 und 1875 war er Mitglied und Präsident des Staatssenats. Bei den Kongresswahlen des Jahres 1874 wurde er im zweiten Wahlbezirk von Texas in das US-Repräsentantenhaus in Washington, D.C. gewählt, wo er am 4. März 1875 die Nachfolge von William P. McLean antrat. Nach zehn Wiederwahlen konnte er bis zum 3. März 1897 elf Legislaturperioden im Kongress absolvieren. Ab 1883 vertrat er als Nachfolger von Roger Q. Mills den vierten Distrikt seines Staates. Von 1887 bis 1889 sowie nochmals zwischen 1891 und 1895 war Culberson Vorsitzender des Justizausschusses. Im Jahr 1896 verzichtete er auf eine erneute Kandidatur.
Nach dem Ende seiner Zeit im US-Repräsentantenhaus wurde Culberson Mitglied einer Kommission zur Überarbeitung der Bundesgesetze. Diesen Posten bekleidete er bis zu seinem Tod am 7. Mai 1900 in Jefferson. Er war mit Eugenia Kimball verheiratet, mit der er zwei Kinder hatte, darunter den Sohn Charles (1855–1925), der Gouverneur von Texas und danach US-Senator für diesen Staat wurde.